# Eriba-Marduk
Eriba-Marduk va ser rei de Babilònia possiblement entre els anys 769 aC i 761 aC. Era un dels tres caps de tribus caldees que van ocupar el tron durant el segle viii aC. Era considerat la figura ancestral dels futurs reis de la seva ètnia. Formava part de la tribu dels Bit Yakin, va rebre el títol de "fundador de la restauració de la terra", perquè se li atribuïa la pacificació i l'estabilitat del territori després d'anys de turbulències.
Es deia que era descendent de Marduk-šakin-šumi, un personatge desconegut que potser va ser un dels reis de Babilònia del període conegut com "Interregne". Segons la Crònica Dinàstica, Eriba-Marduk va ser l'únic representant d'una dinastia del País de la Mar, i va succeir Marduk-apla-usur, al que s'identifica com a caldeu. El va succeir Nabu-shuma-ishkun. Segons la Crònica Sincrònica, que relaciona els reis de Babilònia amb els d'Assíria, els tres reis caldeus van posseir el tron en aquest ordre. Es conserven documents datats al novè any del seu regnat, i al tretzè del seu successor. Els historiadors creuen que va pujar al tron cap al 770 aC o el 769 aC, ja que és segur que el seu successor va regnar fins al 748 aC.
Va participar per primera vegada a l'Akitu o festival d'Any nou a principis del segon any del seu regnat, quan el seu domini s'estenia al nord de Babilònia. Va aconseguir posar fi a les incursions dels nòmades a Babilònia i a Borsippa, restaurant els camps i els horts i retornant-los als seus antics propietaris. Va restaurar el tron de Marduk al temple d'Esagila. Una inscripció del temps del rei Assarhaddon d'Assíria (681 aC - 669 aC) explica que Eriba-Marduk havia restaurat una part del temple d'Ixtar a l'Eanna d'Uruk, construït per Nazimaruttaix al segle xiii aC. Algunes de les seves restauracions van ser criticades pels seus successors, com va fer Nabònides, l'últim rei de l'Imperi Neobabilònic (556 aC - 539 aC), quan diu en una estela que s'ha conservat que Eriba-Marduk va fer una reforma sacrílega del culte d'Ixtar "senyora d'Uruk", substituint la seva estàtua per una altra inadequada, on havia tret els lleons que estiraven el seu carro i havia fet desaparèixer l'altar de culte. Això podia haver format part d'una reforma religiosa que pretenia acabar amb els cultes llicenciosos de les deesses del panteó religiós.